# Охрімівська сільська рада (Якимівський район)
Охрімівська сільська рада — колишній орган місцевого самоврядування у Мелітопольського районі Запорізької області з адміністративним центром у с. Охрімівка.

## Населені пункти
Сільській раді підпорядковані населені пункти:
- с. Охрімівка
- с. Косих

## Склад ради
Рада складається з 16 депутатів та голови.

### Керівний склад ради
| ПІБ                      | Основні відомості                                                         | Дата обрання | Дата звільнення |
| ------------------------ | ------------------------------------------------------------------------- | ------------ | --------------- |
| Дєдушев Юрій Олексійович | Сільський голова, 1965 року народження, освіта, член Партії регіонів      | 26.03.2006   | 31.10.2010      |
| Дєдушев Юрій Олексійович | Сільський голова, 1965 року народження, освіта вища, член Партії регіонів | 31.10.2010   |                 |

Примітка: таблиця складена за даними джерела

## Природно-заповідний фонд
На землях сільради розташовано ботанічний заказник місцевого значення Правий берег Молочного лиману.